# 9 mars en sport
9 février 9 avril
Chronologies thématiques
- Croisades
- Ferroviaires
- Disney

Le 9 mars (68e jour de l'année ou 69e en cas d'année bissextile) en sport.

## Événements

### XIXesiècle
- 1869 :
  - (Cyclisme) : fondation à Rouen du club de cyclisme du Véloce Club Rouen[1].

### XXesièclede 1901 à 1950
- 1908 :
  - (Football) : fondation du Football Club Internazionale Milano.

### XXesièclede 1951 à 2000
- 1951
  - (Jeux panaméricains) : à Buenos Aires, clôture des premiers Jeux panaméricains.
- 1958 :
  - (Hockey sur glace) : le Canada remporte le championnat du monde de hockey sur glace à Oslo.
- 1974 :
  - (Ski alpin / Coupe du monde) : l'Italien Piero Gros remporte le géant disputé dans les Hautes Tatras lors de la dernière étape de la Coupe du monde 1973-1974.
- 1980 :
  - (Rallye automobile) : arrivée du Rallye du Portugal.
- 1997 :
  - (Formule 1) : Grand Prix automobile d'Australie.

### XXIesiècle
- 2003 :
  - (Sport automobile) : le pilote britannique Justin Wilson dispute son premier Grand Prix de Formule 1 au sein de la modeste écurie italienne Minardi à l'occasion du Grand Prix d'Australie, sur le circuit de Melbourne. Il est obligé d'abandonné lors du 16e tour en raison d'un souci de radiateur.
- 2005 :
  - (Biathlon / Championnats du monde) : le Tchèque Roman Dostál remporte l'individuel sur 20 km des championnats du monde. Il devance les Allemands Michael Greis et Ricco Groß, respectivement deuxième et troisième.
- 2011 :
  - (Biathlon / Championnats du monde) : la Suédoise Helena Ekholm s'impose lors de l'individuel des mondiaux devant l'Allemand Tina Bachmann et l'Ukrainienne Vita Semerenko.
- 2012 :
  - (Biathlon / Championnats du monde) : le relais masculin 4 × 7,5 km des championnats du monde est remporté par la Norvège, dont l'équipe est composée d'Ole Einar Bjørndalen, Rune Brattsveen, Tarjei Bø et d'Emil Svendsen, qui devance la France (Jean-Guillaume Béatrix, Simon Fourcade, Alexis Bœuf, Martin Fourcade) et l'Allemagne (Simon Schempp, Andreas Birnbacher, Michael Greis, Arnd Peiffer).
- 2014 :
  - (Jeux paralympiques) : à Sotchi, 2e jour de compétition. Voir - 9 mars aux Jeux paralympiques d'hiver de 2014
  - (Rugby à XV) : dans le cadre du Tournoi des Six Nations, au Stade de Twickenham à Londres, l'équipe d'Angleterre s'impose 29-19 face à l'équipe du pays de Galles.
- 2016 :
  - (Biathlon / Championnats du monde) : à Oslo en Norvège, sur l'épreuve féminine du 15 km individuel, doublé Français, victoire de Marie Dorin-Habert Anaïs Bescond est 2e suivi de l'Allemande Laura Dahlmeier 3e.
  - (Ski de fond / Coupe du monde) : le skiathlon masculin de Canmore de l'édition 2015-2016 de la Coupe du monde est remporté par le Norvégien Martin Johnsrud Sundby devant le Russe Sergueï Oustiougov et le Finlandais Matti Heikkinen. Chez les dames, le skiathlon est gagné par la Norvégienne Heidi Weng devant ses compatriotes Therese Johaug et Astrid Jacobsen.
- 2018 :
  - (Jeux paralympiques) : à Pyeongchang, en Corée du Sud, Cérémonie d'ouverture des XIIes Jeux paralympiques.
- 2019 :
  - (Biathlon / Championnats du monde) : le sprint masculin des championnats du monde est gagné par le Norvégien Johannes Thingnes Bø qui s'impose d'une quinzaine de secondes face au Russe Alexander Loginov et au français Quentin Fillon Maillet.
  - (Ski de fond / Coupe du monde) : le Russe Alexander Bolshunov remporte le 50 km classique d'Oslo lors de la Coupe du monde devant ses deux compatriotes Maksim Vylegzhanin et Andrey Larkov.

- 2023 :
  - (Football) : Nice s’impose 1-0 sur la pelouse de S.Tirapsol (Moldavie) en 8ème de finale aller de la conférence League

## Naissances

### XIXesiècle
- 1852 :
  - Mary Ewing Outerbridge, joueuse de tennis américaine. († 3 mai 1886).
- 1854 :
  - Leslie Balfour-Melville, joueur de rugby à XV et de cricket puis golfeur et ensuite dirigeant sportif écossais. (16 sélections en test cricket et 1 sélection en équipe nationale de rugby). Président de la Fédération écossaise de rugby à XV. († 17 juillet 1937).
- 1863 :
  - Georges Richard, pilote de courses automobile et industriel français. Pionnier de l'industrie automobile, cofondateur de la marque Richard-Brasier. († 16 juin 1922).
- 1864 :
  - Charles-Henri Brasier, pilote de courses automobile et industriel français. († 8 novembre 1941).
- 1875 :
  - Albert Ayat, épéiste français. Champion olympique de l'épée maître d'armes et l'épée amateur aux Jeux de Paris 1900. († 2 décembre 1935).
- 1880 :
  - Terry McGovern, boxeur américain. Champion du monde poids coqs de boxe de 1899 à 1900 puis champion du monde poids plumes de boxe de 1900 à 1901. († 22 février 1918).
- 1887 :
  - Henri Moigneu, footballeur français. (8 sélections en équipe de France). († 14 mars 1937).
- 1893 :
  - Roland Jacobi, joueur de tennis de table hongrois. Champion du monde de tennis de table en simple et en double 1926. († 22 mai 1951).

### XXesièclede 1901 à 1950
- 1908 :
  - Francesco Camusso, cycliste sur route italien. Vainqueur du Tour d'Italie 1931. († 23 juin 1995).
- 1909 :
  - Rodolphe Hiden, footballeur puis entraîneur autrichien puis français. (1 sélection en équipe de France). († 11 septembre 1973).
- 1932 :
  - Amar Rouaï, footballeur algérien. (1 sélection en équipe nationale). († 11 novembre 2017).
- 1937 :
  - Harry Neale, hockeyeur sur glace puis entraîneur et consultant TV canadien.
  - Brian Redman, pilote de F1 et d'endurance britannique.
- 1941 :
  - Wolfgang Scheidel, lugeur est-allemand puis allemand. Champion olympique en individuel aux Jeux de Sapporo 1972. Champion du monde de luge en double 1965.
- 1946 :
  - Bernd Hölzenbein, footballeur allemand. Champion du monde de football 1974. Vainqueur de la Coupe UEFA 1980. (40 sélections en équipe nationale). († 15 avril 2024).
- 1950 :
  - Danny Sullivan, pilote de F1 et de courses automobile d'endurance américain.

### XXesièclede 1951 à 2000
- 1952 :
  - Uļjana Semjonova, basketteuse soviétique puis lettone. Championne olympique aux Jeux de Montréal 1976 et aux Jeux de Moscou 1980. Championne du monde de basket-ball 1971, 1975 et 1983. Champion d'Europe de basket-ball 1968, 1970, 1972, 1974, 1976, 1978, 1980, 1981, 1983 et 1985. Victorieuse des Euroligue féminine 1968, 1969, 1970, 1971, 1972, 1973, 1974, 1975, 1977, 1981 et 1982, de la Coupe Ronchetti 1987.
- 1953 :
  - Kiyomi Kato, volleyeuse japonaise. Championne olympique aux Jeux de Montréal 1976.
- 1955 :
  - Teo Fabi, pilote de F1 et de courses automobile d'endurance italien.
- 1958 :
  - Hans Stacey, pilote de rallye-raid camion néerlandais. Vainqueur du Rallye Dakar 2007.
- 1960 :
  - Thierry Vigneron, athlète de saut à la perche français. Médaillé de bronze à la perche aux Jeux de Los Angeles 1984. Détenteur du Record du monde du saut à la perche du 29 juin 1980 au 17 juillet 1980 puis du 20 juin 1981 au 26 juin 1981 et du 28 août 1983 au 26 mai 1984.
- 1964 :
  - Phil Housley, hockeyeur sur glace américain.
- 1965 :
  - Benito Santiago, joueur de baseball portoricain.
- 1966 :
  - Giorgio Furlan, cycliste sur route italien. Vainqueur du Tour de Suisse 1992, de la Flèche wallonne 1992, et de Milan-San Remo 1994.
  - Pascal Vahirua, footballeur français. (22 sélections en équipe de France).
- 1968 :
  - Sébastien Audigane, navigateur français.
  - Youri Djorkaeff, footballeur français. Champion du monde de football 1998. Champion d'Europe de football 2000. Vainqueur de la Coupe d'Europe des vainqueurs de coupe 1996 et de la Coupe UEFA 1998. (82 sélections en équipe de France).
- 1969 :
  - Mahmoud Abdul-Rauf, basketteur américain.
- 1970 :
  - Martin Johnson, joueur de rugby à XV puis entraîneur anglais. Champion du monde de rugby à XV 2003. Vainqueur des Grands Chelems 1995 et 2003 puis des tournois des Cinq Nations 1996 et 2001, des Coupes d'Europe 2001 et 2002. (84 sélections en équipe nationale). Sélectionneur de Équipe d'Angleterre de rugby à XV victorieuse du Tournoi des Six Nations 2011.
- 1973 :
  - Nikša Kaleb, handballeur croate. Champion olympique aux Jeux d'Athènes 2004. Champion du monde de handball 2003. vainqueur de la Coupe EHF de handball 2000. (79 sélections en équipe nationale).
- 1974 :
  - Marco Velo, cycliste sur route italien.
- 1975 :
  - Roy Makaay, footballeur néerlandais. (43 sélections en équipe nationale).
- 1976 :
  - Francisco Mancebo, cycliste sur route espagnol.
- 1977 :
  - Sébastien Chabaud, footballeur français.
  - Vincent Defrasne, biathlète français. Médaillé de bronze du relais aux Jeux de Salt Lake City 2002 puis champion olympique de la poursuite 12,5km et médaillé de bronze du relais aux Jeux de Turin 2006. Champion du monde de biathlon du relais 2001 et champion du monde de biathlon du relais mixte 2009.
  - Radek Dvořák, hockeyeur sur glace tchèque. Champion du monde de hockey sur glace 1999, 2001 et 2005.
- 1978 :
  - Lucas Lasserre, pilote de courses automobile français.
  - Lucas Neill, footballeur australien. (96 sélections en équipe nationale).
  - Chris Phillips, hockeyeur sur glace canadien.
- 1980 :
  - Matt Barnes, basketteur américain.
- 1982 :
  - Mirjana Lučić, joueuse de tennis croate.
  - Viliami Ma'afu, joueur de rugby à XV tongien. (28 sélections en équipe nationale).
  - Rachel Neylan, cycliste sur route australienne.
  - Érika de Souza, basketteuse hispano-brésilienne.
- 1983 :
  - Luke Charteris, joueur de rugby à XV gallois. Vainqueur du Grand Chelem 2012. (71 sélections en équipe nationale).
  - Clint Dempsey, footballeur américain. (141 sélections en équipe nationale).
  - Roberto Ferrari, cycliste sur route italien.
- 1984 :
  - Guillaume Gillet, footballeur belge. (21 sélections en équipe nationale).
  - Robert Kromm, volleyeur allemand. (197 sélections en équipe nationale).
  - Julia Mancuso, skieuse américaine. Championne olympique du slalom géant aux Jeux de Turin 2006, médaillée d'argent de la descente et du super-combiné aux Jeux de Vancouver 2010 et de bronze du super-combiné aux Jeux de Sotchi 2014.
- 1985 :
  - Zach Andrews, basketteur américain.
  - Pastor Maldonado, pilote de F1 vénézuélien. (1 victoire en Grand Prix).
- 1986 :
  - Bryan Bickell, hockeyeur sur glace canadien.
  - Svetlana Shkolina, athlète de sauts en hauteur russe.
- 1987 :
  - Daniel Hudson, joueur de baseball américain.
- 1989 :
  - Florian Carvalho, athlète de demi-fond français. Médaillé d'argent du 1 500m aux CE d'athlétisme 2012.
  - Emanuel Mayers, athlète de haies trinidadien.
  - Hong Un-jong, gymnaste artistique nord-coréenne. Championne olympique du saut de cheval aux Jeux de Pékin 2008. Championne du monde de gymnastique artistique du saut de cheval 2014.
- 1990 :
  - Daley Blind, footballeur néerlandais. Vainqueur de la Ligue Europa 2017. (60 sélections en équipe nationale).
- 1991 :
  - Trae Golden, basketteur américain.
- 1992 :
  - Angéline Cohendet, archère française. Médaillée d'argent par équipes et de bronze en individuelle aux CE de tir à l'arc en salle 2017.
  - Ryan Dzingel, hockeyeur sur glace américain.
  - Jamierra Faulkner, basketteuse américano-russe.
  - Aguri Shimizu, skieur de nordique japonais.
- 1993 :
  - Junya Ito, footballeur japonais. (41 sélections en équipe nationale).
  - Kim Hye-gyong, athlète de fond nord-coréenne.
  - Kim Hye-song, athlète de fond nord-coréenne.
  - Stefano Sturaro, footballeur italien. (4 sélections en équipe nationale).
- 1994 :
  - Jordan Amavi, footballeur français.
  - Mohamed Haouas, joueur de rugby à XV français. (6 sélections en équipe de France).
  - Morgan Rielly, hockeyeur sur glace canadien.
  - Rasheed Sulaimon, basketteur américain.
  - Okay Yokuşlu, footballeur turc. (36 sélections en équipe nationale).
- 1995 :
  - Baptiste Santamaria, footballeur français.
- 1996 :
  - Mickaël Goudemand, joueur de rugby à XIII français. Vainqueur de la Coupe d'Europe des nations 2018. (9 sélections en Équipe de France).
- 1997 :
  - Glynn Watson Jr., basketteur américain.
- 1998 :
  - Gentian Selmani, footballeur albanais.
- 2000 :
  - Sven Mijnans, footballeur néerlandais.
  - Pedro Neto, footballeur portugais.
  - Tim Siersleben, footballeur allemand.

### XXIesiècle
- 2001 :
  - Kian Ronan, footballeur gibraltarien. (14 sélections en équipe nationale).
- 2002 :
  - Kristjan Asllani, footballeur albanais.
  - Usman Garuba, joueur de basket-ball espagnol.
  - N'Dri Philippe Koffi, footballeur franco-ivoirien.
  - Zito Luvumbo, footballeur angolais. (6 sélections en équipe nationale).
  - Pedro Vite, footballeur équatorien.
  - Ozzy Wiesblatt, joueur de hockey sur glace canadien.
- 2005 :
  - Mayssam Benama, footballeur français.
  - Lauri Sahimaa, footballeur finlandais.

## Décès

### XIXesiècle
- 1897 :
  - Sondre Norheim, 71 ans, pionnier du ski moderne norvégien. (° 10 juin 1825).

### XXesièclede 1901 à 1950
- 1928 :
  - Kid Lavigne, 58 ans, boxeur américain. Champion du monde des poids légers de 1896 à 1899. (° 6 décembre 1869).
- 1936 :
  - Leonie Taylor, 66 ans, archère américaine. Championne olympique par équipes lors des Jeux de Saint-Louis en 1904. (° mars 1870).
- 1947 :
  - Stanley Jackson, 76 ans, joueur de cricket puis homme politique anglais. (20 sélections en Test cricket). (° 21 novembre 1870).
  - Wilhelm Werner, 72 ans, pilote de courses automobile allemand. (° 23 avril 1874).
- 1949 :
  - Charles Bennett, 78 ans, athlète de demi-fond, fond et haies britannique. Champion olympique du 1 500 mètres et du 5 000 mètres par équipes puis médaillé d'argent du 4 000 mètres steeple aux Jeux de Paris 1900. (° 28 décembre 1870).
  - Claes Johanson, 64 ans, lutteur de gréco-romaine suédois. Champion olympique des -75 kg aux Jeux de Stockholm 1912 et champion olympique des -82,5 kg aux Jeux d’Anvers 1920. (° 4 novembre 1884).

### XXesièclede 1951 à 2000
- 1958 :
  - Albert Iremonger, 73 ans, footballeur et joueur de cricket anglais. (° 15 juin 1884).
- 1962 :
  - Bud Taylor, 58 ans, boxeur américain. Champion du monde des poids coqs de juin 1927 à mai 1928. (° 22 juillet 1903).
- 1966 :
  - René Barbier, 75 ans, épéiste français. Médaillé d'argent par équipes aux Jeux d'Amsterdam 1928. (° 4 mars 1891).
  - Pablo Birger, 42 ans, pilote de courses automobile argentin. (° 7 janvier 1924).
- 1972 :
  - Victor Denis, 83 ans, footballeur français. (1 sélection en équipe de France). (° 12 janvier 1889).
- 1973 :
  - Henri Isemborghs, 59 ans, footballeur belge. (16 sélections en équipe nationale). (° 30 janvier 1915).
- 1975 :
  - Joseph Guillemot, 75 ans, athlète de fond français. Champion olympique du 5 000m et médaillé d'argent du 10 000m aux Jeux d'Anvers 1920. Vainqueur du Cross des nations 1922. (° 1er octobre 1899).
  - Louise Otto, 78 ans, nageuse allemande. Médaillée d'argent du relais 4 x 100 mètres nage libre lors des Jeux olympiques de 1912. (° 30 août 1896).
- 1984 :
  - Skënder Jareci, 52 ans, footballeur puis entraîneur albanais. (8 sélections en équipe nationale). (° 5 mai 1931).
  - Kristian Johansson, 76 ans, sauteur à ski norvégien. Vice-champion du monde en 1929 et champion du monde en 1934. (° 25 décembre 1907).
- 1985 :
  - Harry Catterick, 65 ans, footballeur puis entraîneur anglais. (° 26 novembre 1919).
- 1991 :
  - Ely do Amparo, 69 ans, footballeur puis entraîneur brésilien. Vainqueur de la Copa América de 1949 et finaliste de la Coupe du monde 1950. (16 sélections en équipe nationale). (° 14 mai 1921).
- 1992 :
  - Silviu Bindea, 79 ans, footballeur puis entraîneur roumain. (27 sélections en équipe nationale). (° 24 octobre 1912).
- 1996 :
  - Alberto Pellegrino, 65 ans, escrimeur italien. Champion olympique d'épée par équipes aux Jeux d'été de 1956 et de 1960, médaillé d'argent en fleuret par équipes en 1960 et médaillé d'épée par équipes aux Jeux de Tokyo en 1964. Champion du monde d'épée par équipes en 1955, 1957 et 1958. (° 20 mai 1930).

### XXIesiècle
- 2005 :
  - Glenn Davis, 80 ans, joueur de foot U.S américain. (° 26 décembre 1924).
  - István Nyers, 80 ans, footballeur hongrois. (2 sélections en équipe nationale). (° 25 mai 1924).
- 2009 :
  - Lawrence Regan, 78 ans, joueur, entraîneur et dirigeant de hockey sur glace canadien. Récipiendaire du Trophée Calder en 1957. Directeur général des Kings de Los Angeles de 1967 à 1973. (° 9 août 1930).
- 2010 :
  - Gheorghe Constantin, 77 ans, footballeur puis entraîneur roumain. (39 sélections en équipe nationale). (° 14 décembre.
  - Willie Davis, 69 ans, joueur de baseball américain. (° 15 avril 1940).
  - Jean Kerébel, 91 ans, athlète de sprint français. Médaillé d'argent du relais 4×400m aux Jeux de Londres 1948. (° 2 avril 1918).
- 2011 :
  - Bertil Karlsson, 73 ans, hockeyeur sur glace suédois. Champion du monde de hockey sur glace 1962. (° 1er janvier 1938).
  - Inge Sørensen, 86 ans, nageuse danoise. Médaillée de bronze du 200m brasse aux Jeux de Berlin de 1936. (° 18 juillet 1924).
- 2012 :
  - Harry Wendelstedt, 73 ans, arbitre de baseball américain. (° 27 juillet 1938).
- 2015 :
  - Florence Arthaud, 57 ans, navigatrice française. Victorieuse de la Route du Rhum 1990. (° 28 octobre 1957).
  - Camille Muffat, 25 ans, nageuse française. Championne olympique du 400 mètres nage libre, médaillée d'argent du 200 mètres nage libre puis médaillée de bronze du relais 4×200 mètres aux Jeux de Londres 2012. (° 28 octobre 1989).
  - Alexis Vastine, 28 ans, boxeur français. Médaillé de bronze des -64 kg aux Jeux de Pékin 2008. (° 17 novembre 1986).
- 2016 :
  - Clyde Lovellette, 86 ans, basketteur américain. Champion olympique aux Jeux d'été de 1952. Champion NBA en 1954 avec les Lakers de Minneapolis puis en 1963 et 1964 avec les Celtics de Boston. (° 7 septembre 1929).
- 2018 :
  - Jung Jae-sung, 35 ans, joueur de badminton sud-coréen. Vice-champion du monde du double en 2007 et 2009 et médaillé de bronze de la même épreuve aux Jeux olympiques d'été de 2012. (° 25 août 1982).
  - Ion Voinescu, 88 ans, footballeur roumain. (23 sélections en équipe nationale). (° 18 avril 1929).
- 2019 :
  - Harry Howell, 86 ans, joueur puis entraîneur de hockey sur glace canadien. (° 28 décembre 1932).
  - Robert Lemaître, 90 ans, footballeur français. (2 sélections en équipe nationale). (° 7 mars 1929).
- 2020 :
  - Italo De Zan, 94 ans, coureur cycliste italien. (° 1er juillet 1925).
- 2021 :
  - Agustín Balbuena, 75 ans, footballeur argentin. Vainqueur de la Copa Libertadores en 1972, 1973, 1974 et 1975 et vainqueur de la Coupe intercontinentale en 1973 avec le CA Independiente. (8 sélections en équipe nationale). (° 1er septembre 1945).
  - Joseph Stoffel, 92 ans, gymnaste artistique luxembourgeois. Médaillé de bronze du saut de cheval lors des Championnats d'Europe de 1955. (° 27 juin 1928).
  - Tommy Troelsen, 80 ans, footballeur danois. Vice-champion olympique lors des Jeux d'été de 1960. (16 sélections en équipe nationale). (° 10 juillet 1940).